# Lữ đoàn Đặc công 113, Quân đội nhân dân Việt Nam
Lữ đoàn Đặc công 113 là một đơn vị đặc công bộ cấp lữ đoàn của Quân đội nhân dân Việt Nam, trực thuộc sự chỉ huy của Bộ Tư lệnh Binh Chủng Đặc công. Đơn vị 3 lần được Nhà nước Việt Nam phong danh hiệu Anh hùng lực lượng vũ trang nhân dân (1975, 1979, 2000). Có 5 tập thể và 8 cá nhân trong lữ đoàn được tuyên dương danh hiệu Anh hùng. Ngày 3/6 kỉ niệm 50 năm Lữ đoàn đã được Đảng nhà nước trao huân chương bảo vệ Tổ quốc hạng nhất
Trung đoàn Đặc công 113 được thành lập ngày 3 tháng 6 năm 1972 tại khu rừng bên suối Bà Hào trong Chiến khu D, thuộc huyện Vĩnh Cửu, tỉnh Biên Hòa (nay là tỉnh Đồng Nai). Từ khi được thành lập cho đến khi Chiến tranh Việt Nam kết thúc, Đoàn 113 đã tham gia 2 chiến dịch lớn, đánh 256 trận. Đoàn 113 còn tham gia chiến đấu trong Chiến tranh biên giới Tây Nam, Biên giới phía Bắc và làm nhiệm vụ quốc tế giúp Lào và Căm-Pu- Chia; Một số trận tiêu biểu:
- Trận đánh kho bom Bình Ý, tháng 3/1975;
- Trận đánh - giữ cầu Ghềnh, tháng 4/1975.

Năm 1975, Sư đoàn 2 Đặc công được thành lập gồm 7 trung đoàn đặc công. Đoàn 113 là một trong 7 trung đoàn đó. Khi Sư đoàn 2 Đặc công được giải thể, Đoàn 113 trở thành đơn vị độc lập trực thuộc Bộ Tư lệnh Binh chủng.